# Komorenský potok
Komorenský potok je potok v okresu Plzeň-jih, který je levostranným přítokem řeky Úslavy.
Potok pramení na poli s místním názvem „U Kříže“ na úpatí bezejmenné kóty 521 v nadmořské výšce 491 m n. m. Pomocí propustků překonává cyklostezku č. 2145 (Drahkov – Vlčice) i silnici II/117 (Žebrák – Klatovy), stejně tak mezinárodní silnici I/20 (Jenišov – České Budějovice). Poté protéká okolo Komorna, respektive letiště Blovice. V Blovicích protéká areálem zemědělského sila a průmyslové zóny, přičemž napájí Poplužní rybník. Před ústím do řeky Úslavy (na jejím 37. říčním kilometru) protéká areálem zámeckého parku.